# Attila Pálizs
Attila Pálizs, född den 21 april 1967 i Dunaújváros, Ungern, är en ungersk kanotist.
Han tog bland annat VM-guld i C-2 500 meter i samband med sprintvärldsmästerskapen i kanotsport 1991 i Paris.